# Alt-St. Servatius (Koblenz)

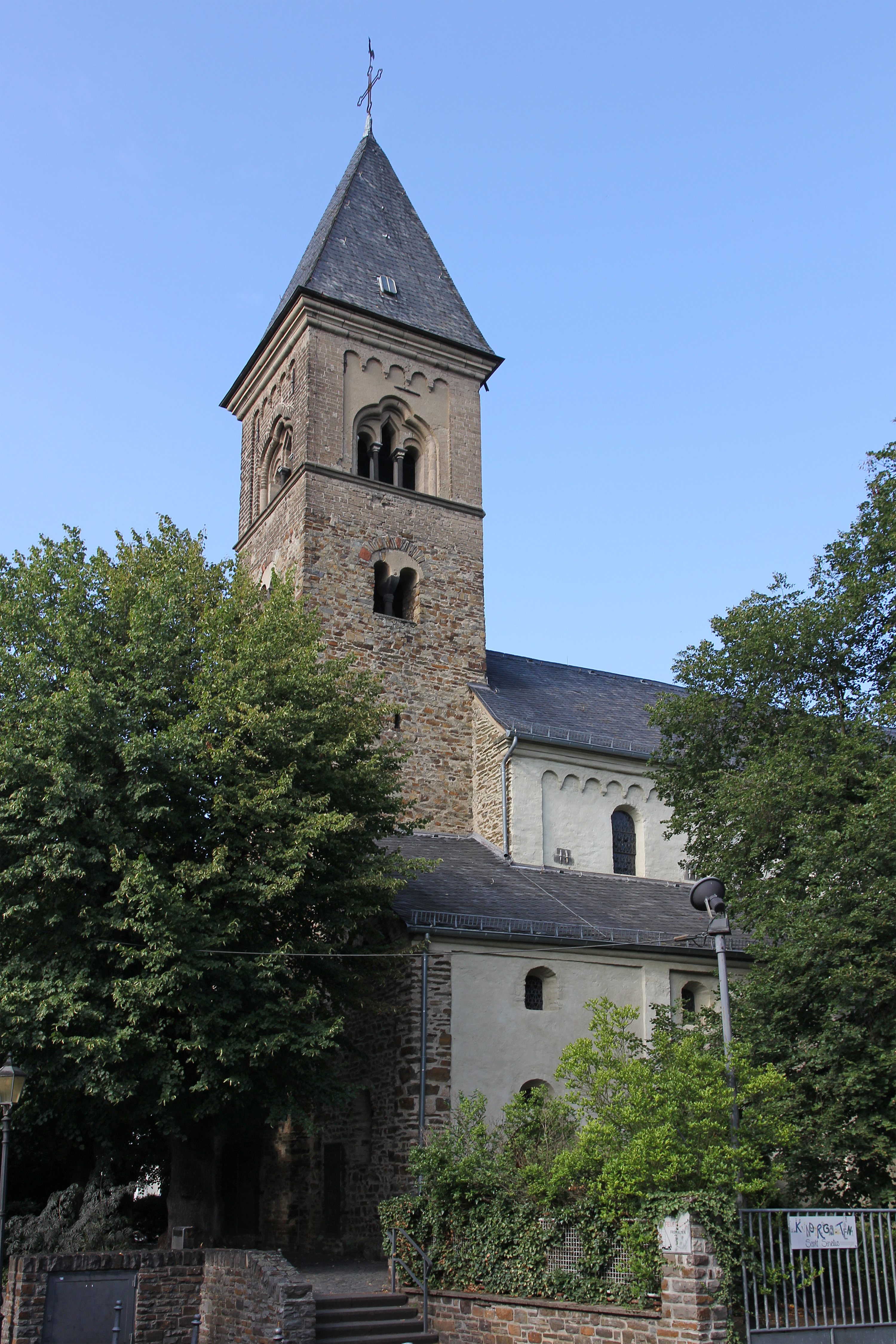
Die alte Servatiuskirche in Koblenz-Güls

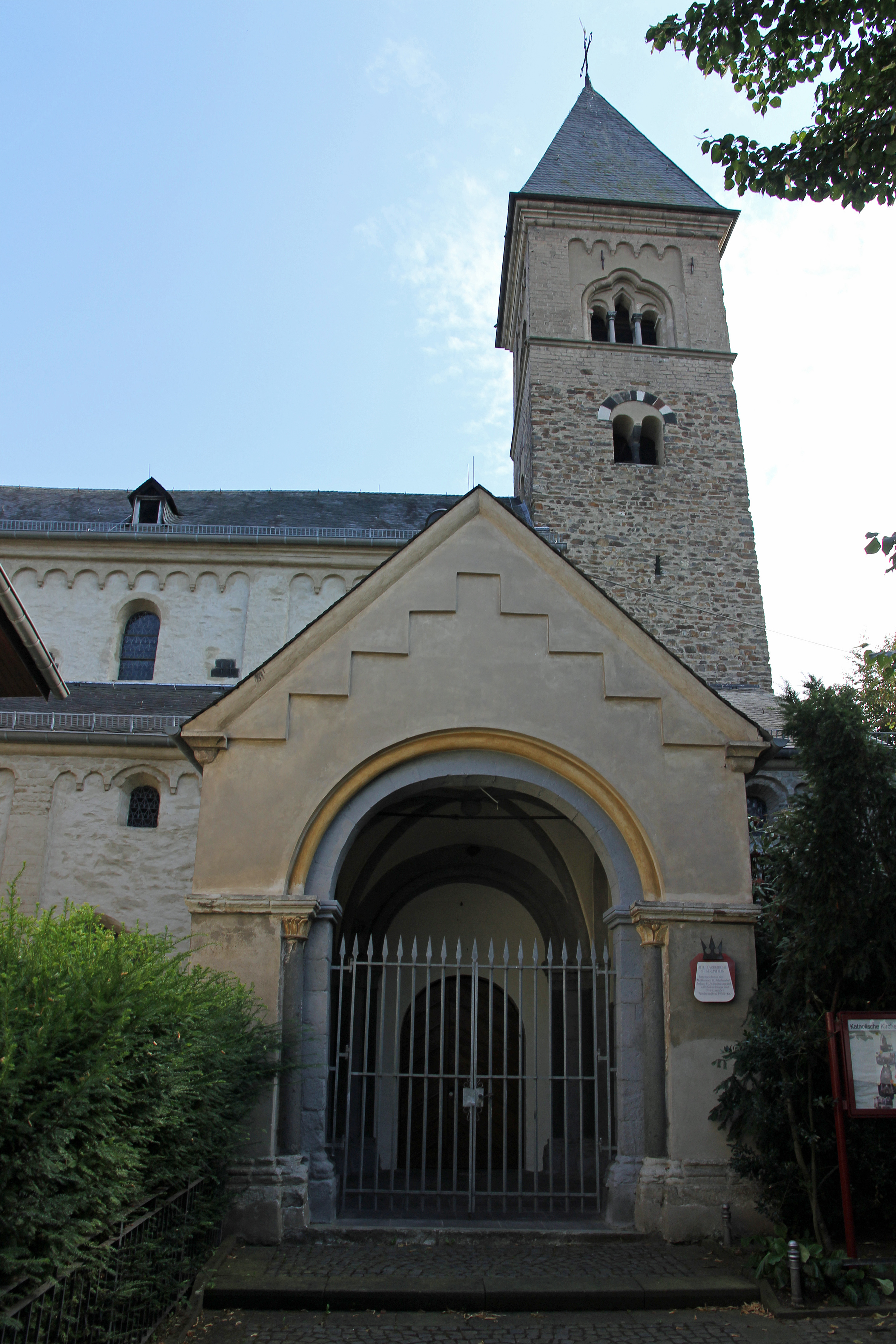
Vorhalle

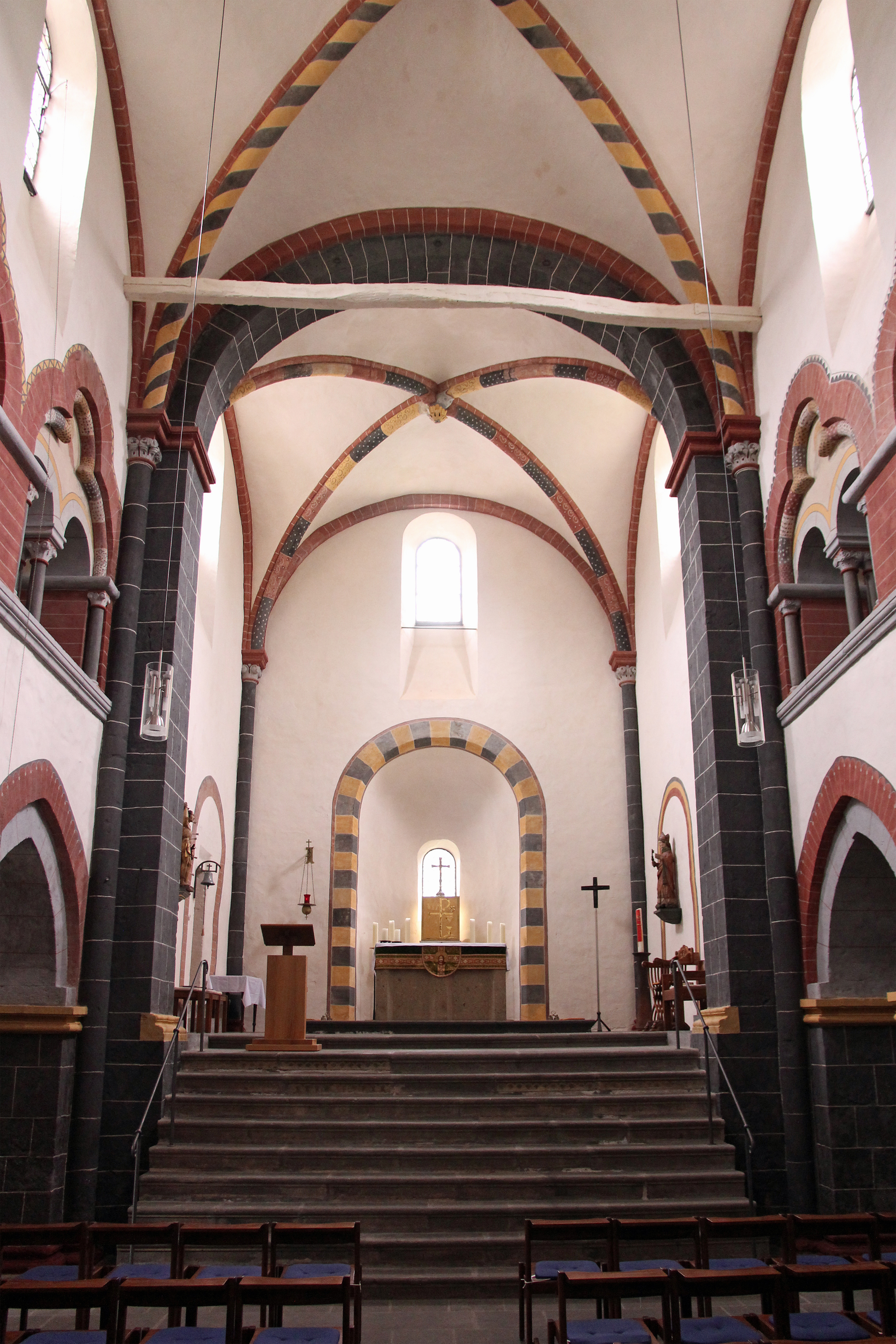
Innenraum

Alt-St. Servatius ist eine katholische Kirche in Koblenz. Die ehemalige Pfarrkirche wurde im 13. Jahrhundert im Stadtteil Güls erbaut. Nachdem die spätstaufische Basilika zu klein geworden war, wurde sie nur 160 Meter entfernt durch die 1833–1840 erbaute neue Pfarrkirche St. Servatius ersetzt. Sie trägt das Patrozinium des heiligen Servatius von Tongern.

## Geschichte
Eine „Kapelle von Golese“, vermutlich an der Stelle der alten Servatiuskirche, wurde 775 erstmals in Güls erwähnt. Sie wurde von Erzbischof Lullus mit Erlaubnis Karls des Großen dem Kloster Hersfeld geschenkt. Durch Tausch gelangte sie 1126 an das Servatiusstift in Maastricht, was Erzbischof Balduin von Trier durch die Inkorporation von 1332 ausdrücklich bestätigte. Damit gelangte wahrscheinlich das Servatius-Patrozinium nach Güls. Das Bild des heiligen Servatius erscheint auf dem ältesten Gülser Gerichtssiegel von 1324, das ihn wie auf alten Maastrichter Darstellungen mit einem Schlüssel zeigt.
Im 12. Jahrhundert erfolgte der Bau der alten Servatiuskirche. Die unteren Geschosse des Turms stammen heute noch aus dieser Zeit. Der romanische Kirchenbau stammt aus der ersten Hälfte des 13. Jahrhunderts. Die Dorfkirche ist der aufwendigste Kirchenbau im Lahn- und Moselgebiet und zeugt von der Zugehörigkeit zu einem reichen Stift. Der Westturm erhielt 1601 eine Turmuhr. Der Chor samt dem großen Chorfenster wurde 1686 erstmals renoviert. Im Jahr 1686 erhielt die Kirche im Nordosten eine Sakristei.
Nachdem die Kirche zu klein geworden war, wurde nach Plänen des Architekten Johann Claudius von Lassaulx 1833–1840 wenige Meter entfernt eine neue Servatiuskirche errichtet. Die alte Kirche wurde danach profaniert und verwahrloste. Der um 1600 von Jesuiten beschaffte Hochaltar wurde 1842 nach Niederberg verkauft und in der Pfarrkirche St. Pankratius aufgestellt. Eine 1932 begonnene Restaurierung wurde im Zweiten Weltkrieg eingestellt. Bei dem Luftangriff auf Koblenz vom 22. Dezember 1944 wurde die alte Kirche beschädigt, das südliche Seitenschiff wurde dabei völlig zerstört. Bei diesem Luftangriff kamen alleine in Güls 95 Menschen ums Leben. In den Jahren 1958–1961 wurden die Schäden wieder beseitigt.
Nachdem 2005 eine Stiftung gegründet worden war, konnte die alte Servatiuskirche bis 2013 umfangreich restauriert werden.

## Bau und Ausstattung

### Außen
Die alte Servatiuskirche ist eine spätromanische dreischiffige Emporenbasilika mit zweijochigem Langhaus und gleich breitem Rechteckchor. An der Nordseite ist eine Vorhalle mit Dreiecksgiebel angebaut. Sie ist 16,6 m lang und mit den Seitenschiffen 14,3 m breit. Der Westturm mit den im 12. Jahrhundert erbauten unteren Geschossen ist bis über die gekuppelten Schallfenster aus Bruchstein erbaut. Das darüber liegende Glockengeschoss aus dem 13. Jahrhundert besitzt dreiteilige Schallöffnungen, deren Kleeblattbögen von je zwei Säulenpaaren getragen werden, und ist mit Lisenen, Gesimsen und Rundbogenfriesen gegliedert. Diese Gliederung findet sich auch am restlichen Kirchenschiff.
Den Kirchenbau prägen die für die spätromanischen Kirchen typischen Arkaden, Emporenbögen und ins Gewölbe abgerundeten Fensterzonen. Der Chor und die Nische der Apsis ragen hoch über das Kirchenschiff hinaus. Außen sind zwei Grabplatten aus dem 15. und 17. Jahrhundert, am Turm vier Basaltgrabplatten aus dem 17. Jahrhundert angebracht. Ein Grabkreuz stammt aus dem Jahr 1583.

### Innen
Das Innere ist geprägt von spitzbogigen Erdgeschossarkaden und kleeblattbogigen Emporenöffnungen, darüber in den Obergaden Rundbogenfenster. Das Mittelschiff ist fast doppelt so hoch wie breit. Der Chor mit auskragender Apsisnische, unter dem sich ein quer verlaufender Stollengang befindet, ist um neun Stufen erhöht. Chor und Mittelschiff besitzen ein Kreuzrippengewölbe, Seitenschiffe und Emporen ein Kreuzgratgewölbe. Die kräftigen Quergurte haben wie die leichteren Kreuzrippen ein Rundprofil.
Die Farbgestaltung aus der Erbauungszeit in Grau, Rot und Gelb wurde bei der Restaurierung 1958–1961 freigelegt und ergänzt. An den Bogenfeldern der Emporen finden sich Wandmalereien aus der Mitte des 13. Jahrhunderts, die weibliche Halbfiguren mit Spruchbändern darstellen. Nach heutiger Deutung stellen sie die acht Seligpreisungen der Bergpredigt aus dem Matthäusevangelium dar, was in Europa eine seltene Ikonografie ist. Des Weiteren befinden sich in der Kirche eine Figur des heiligen Servatius mit Schlüssel in der Rechten, eine mittelrheinische Arbeit aus der Mitte des 14. Jahrhunderts, und eine Figur des heiligen Sebastian (um 1560).

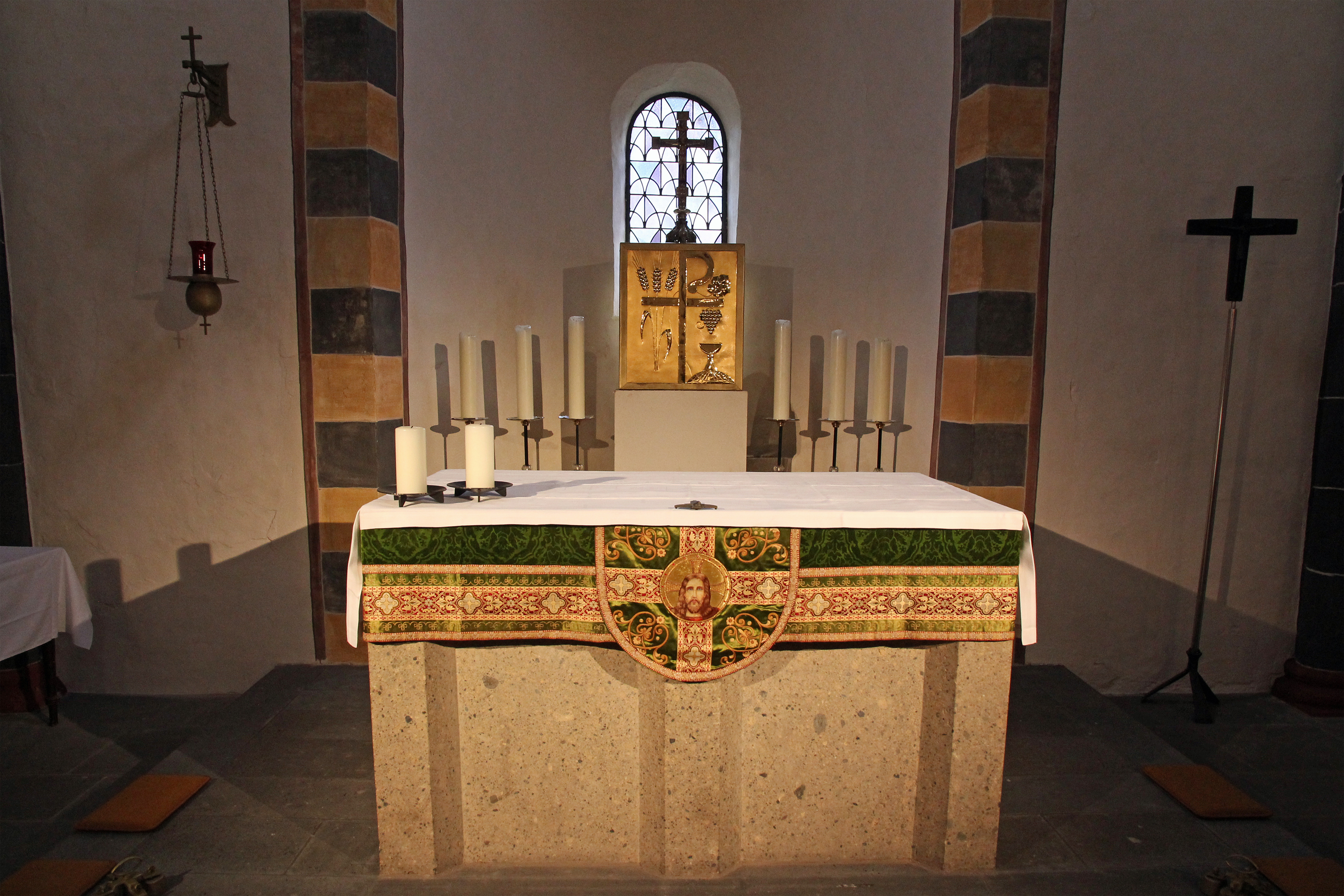
Altarraum
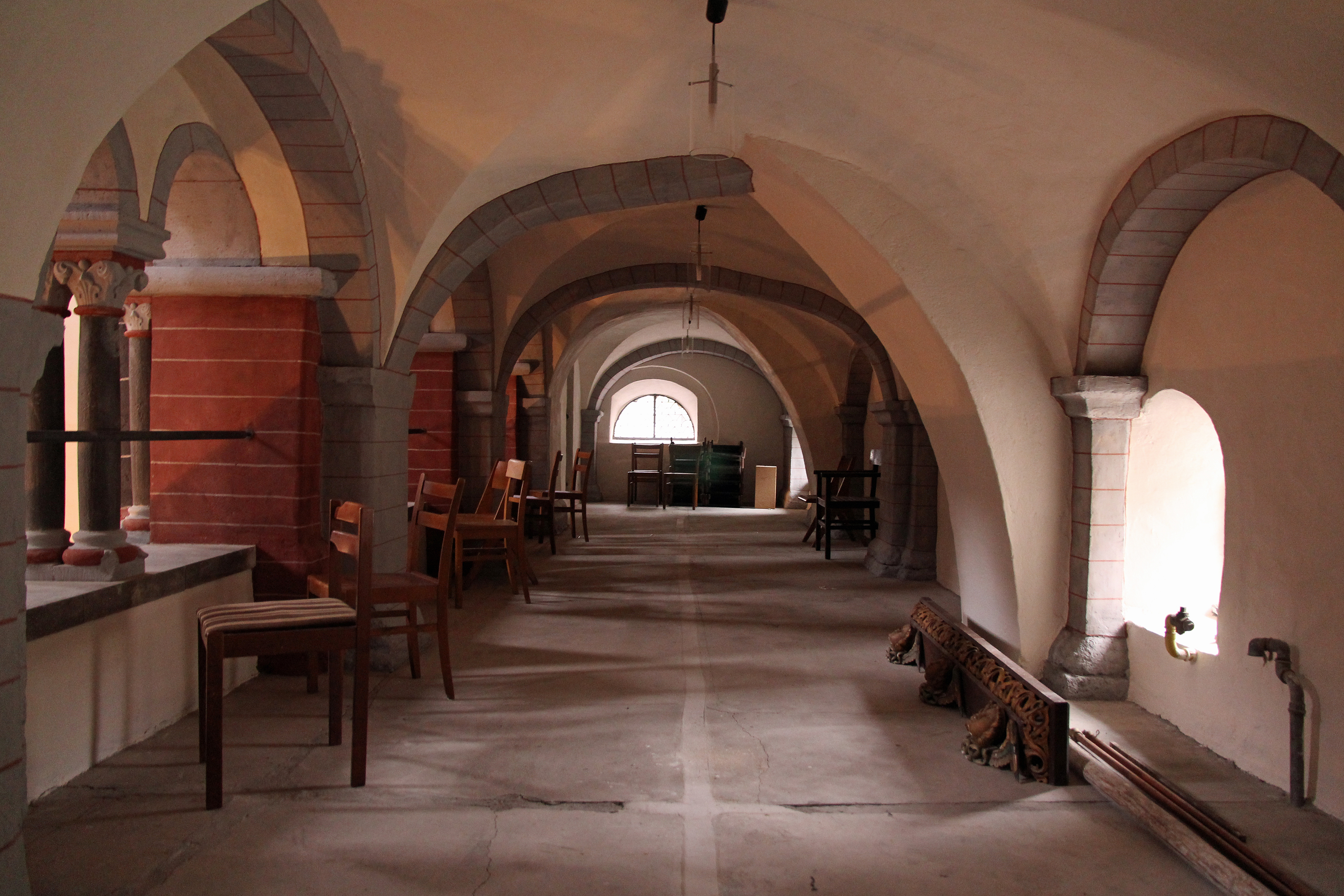
Empore
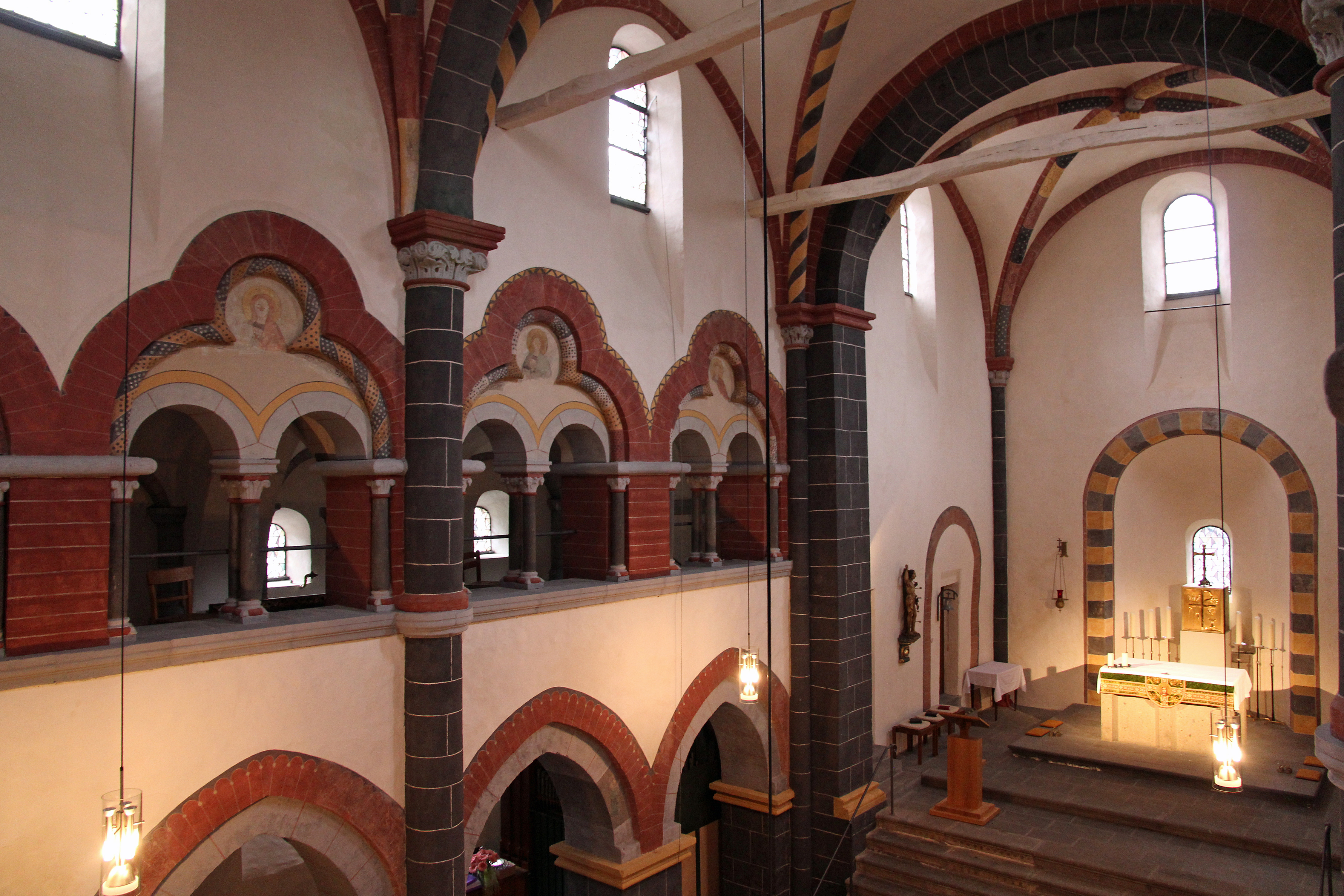
Innenraum
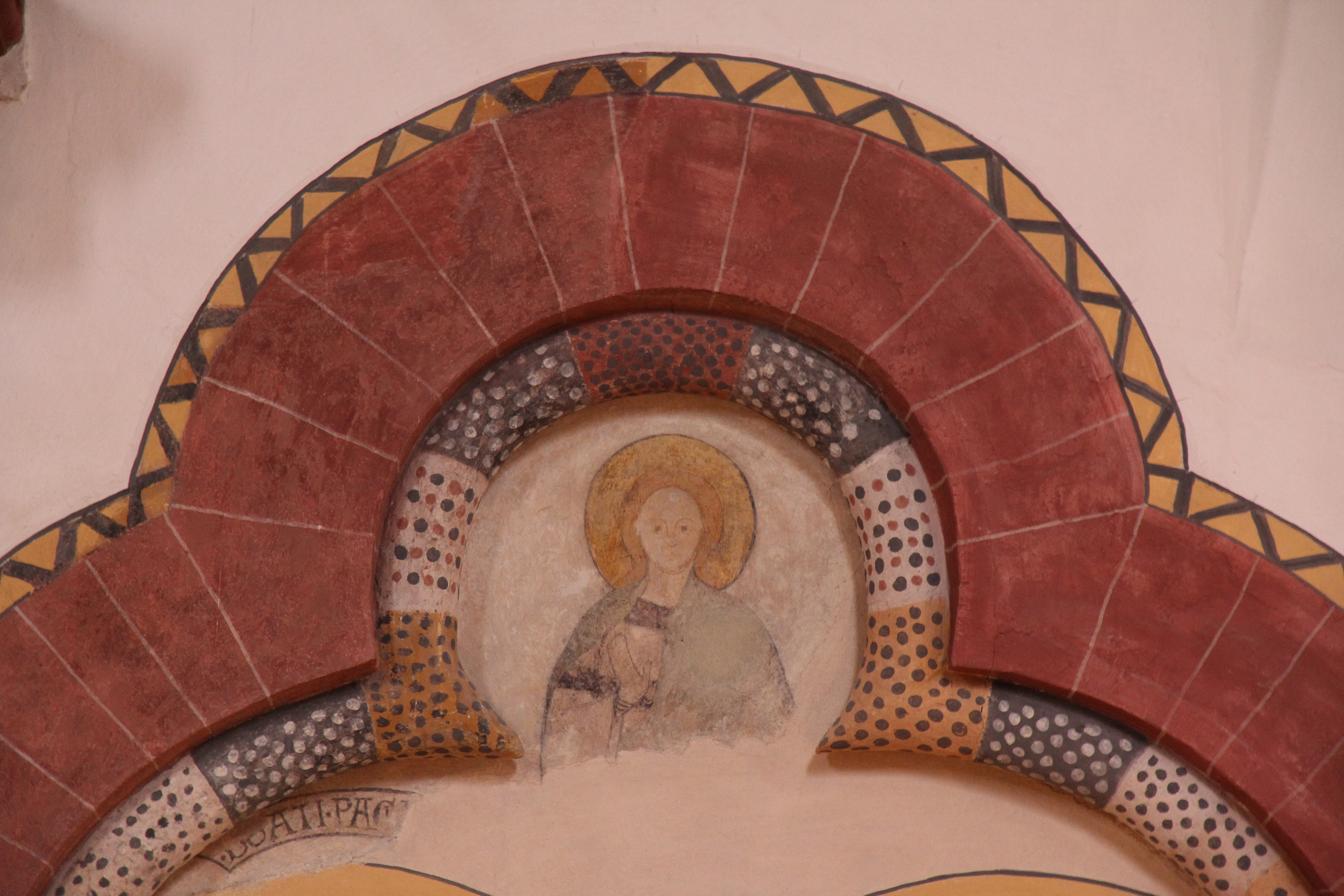
Mittelalterliche Wandmalerei
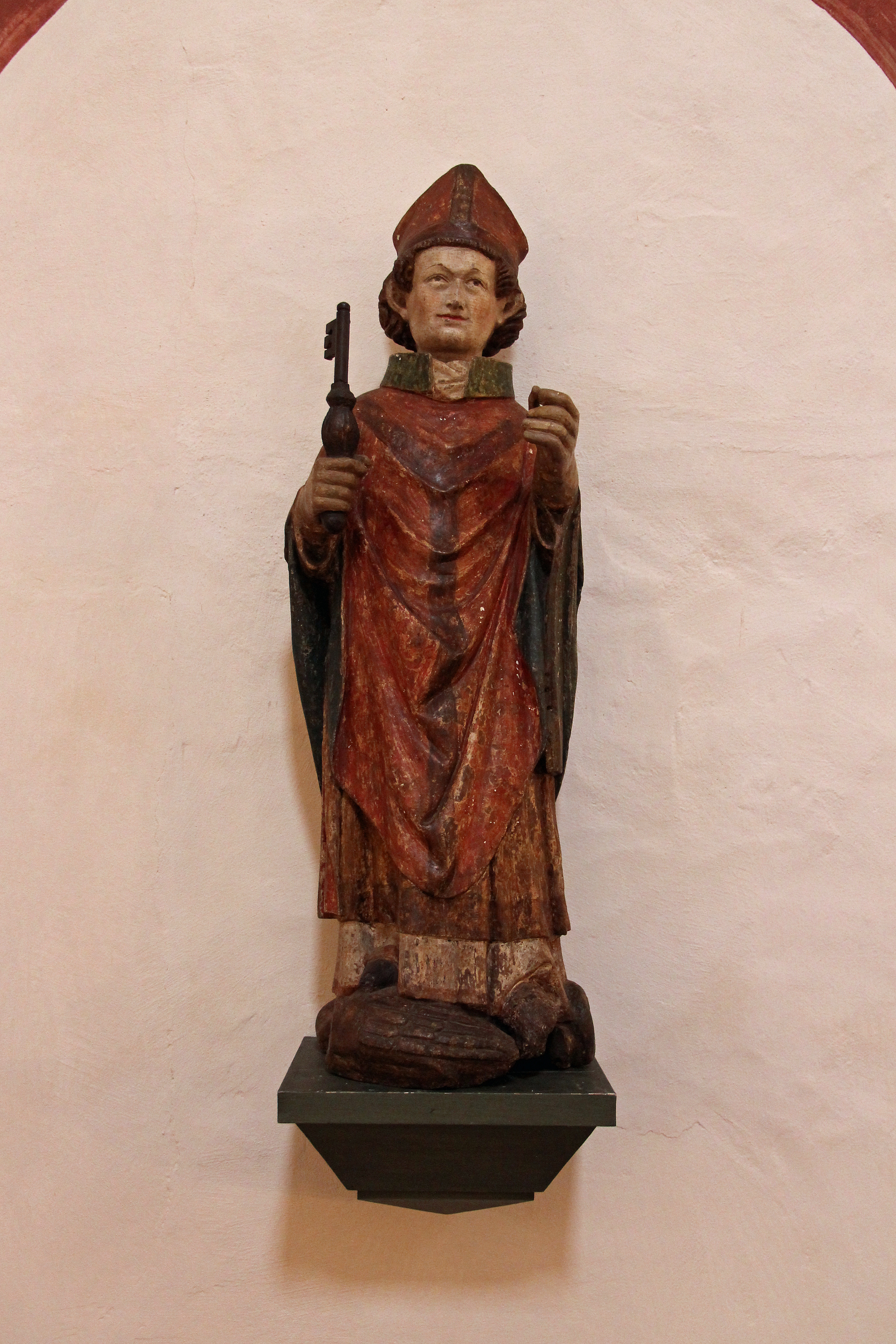
Figur des heiligen Servatius

### Orgel

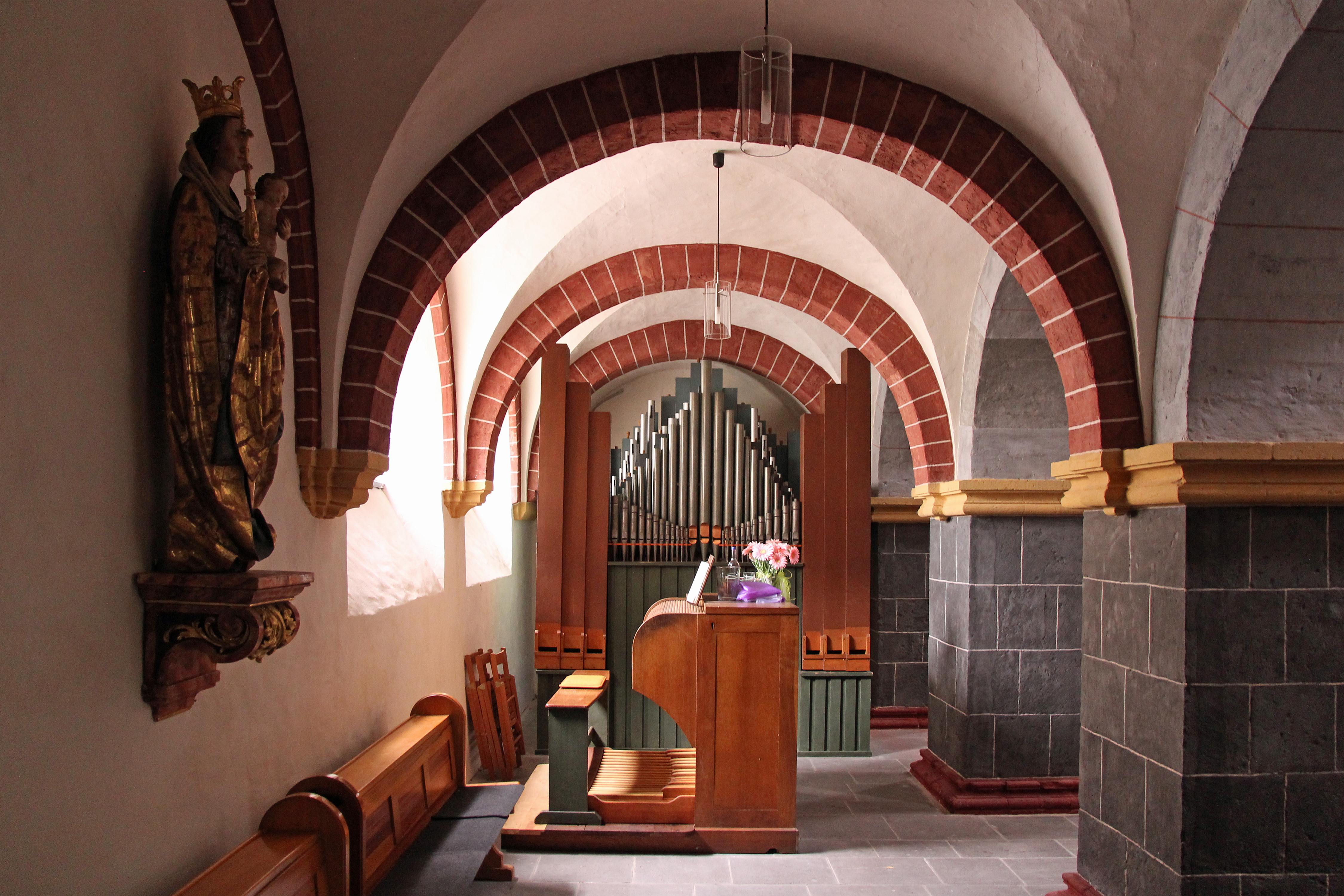
Die Orgel im Seitenschiff

Bereits für das Jahr 1688 ist eine Orgel in der Kirche belegt. Im Jahr 1696 wurde eine neue Orgel angeschafft, deren Antransport per Schiff aus Frankfurt erfolgte. Sie kostete 400 Gulden. Im linken Seitenschiff befindet sich heute eine Orgel der Firma Klais mit 10 Registern.

### Glocken
In der ehemaligen Pfarrkirche St. Servatius gab es vier Glocken. Sie stammten aus den Jahren 1387, 1630 und 1745; die vierte Glocke war undatiert. Im Ersten Weltkrieg wurden sie teilweise beschlagnahmt, der Rest wurde 1927 eingeschmolzen.

## Denkmalschutz
Alt-St. Servatius ist ein geschütztes Kulturdenkmal nach dem Denkmalschutzgesetz (DSchG) und in der Denkmalliste des Landes Rheinland-Pfalz eingetragen. Sie liegt in Koblenz-Güls in der Gulisastraße.